# Paweł Gierałtowski
Paweł Gierałtowski herbu Szaszor (zm. po 24 kwietnia 1635 roku) – poświadczony na obradach sejmiku zatorskiego w 1606, 1613 i 1635 roku.
Syn Samuela, żonaty z Katarzyną z Przyłęckich. Kalwinista.
Stawił poczet na popis pospolitego ruszenia księstwa oświęcimskiego i zatorskiego pod Lwowem w październiku 1621 roku. 
Dziedzic wsi Wilamowice (sprzedał je w 1626), Głębowice i Gierałtowice w powiecie śląskim.